# Triphenylmethan
Triphenylmethan, auch Tritan (davon abgeleitet Tritylgruppe für die Triphenylmethylgruppe) genannt, ist eine organische Verbindung, in der drei Phenylringe um ein zentrales Kohlenstoffatom gruppiert sind. Triphenylmethan ist die Muttersubstanz der Triphenylmethanfarbstoffe.

## Geschichte
Die Verbindung wurde erstmals 1872 durch die Chemiker August Kekulé und Antoine Paul Nicolas Franchimont durch die Umsetzung von Diphenylquecksilber mit Benzalchlorid hergestellt.

## Synthese
Triphenylmethan kann per Friedel-Crafts-Alkylierung aus Benzol und Trichlormethan (Chloroform) oder in wesentlich besserer Ausbeute aus Benzol und Benzalchlorid synthetisiert werden. Es handelt sich hierbei um eine elektrophile aromatische Substitution. Für beide Reaktionen wird die Lewis-Säure Aluminiumtrichlorid (AlCl3) als Katalysator benötigt. Als Nebenprodukt entsteht Chlorwasserstoff.

## Eigenschaften
Triphenylmethan ist farblos, in den Farbstoffen liegt jedoch ein delokalisiertes Elektronensystem des entsprechenden Kations oder Anions vor, das durch den mesomeren Effekt der Substituenten stabilisiert wird. Man spricht dann von einem konjugierten π-Elektronensystem. Der Flammpunkt liegt bei >100 °C.
Da sich die Wasserstoff-Atome der Phenylreste räumlich stören, ist eine planare Anordnung der Ringe nicht möglich, sie liegen daher propellerartig verdreht zueinander vor.

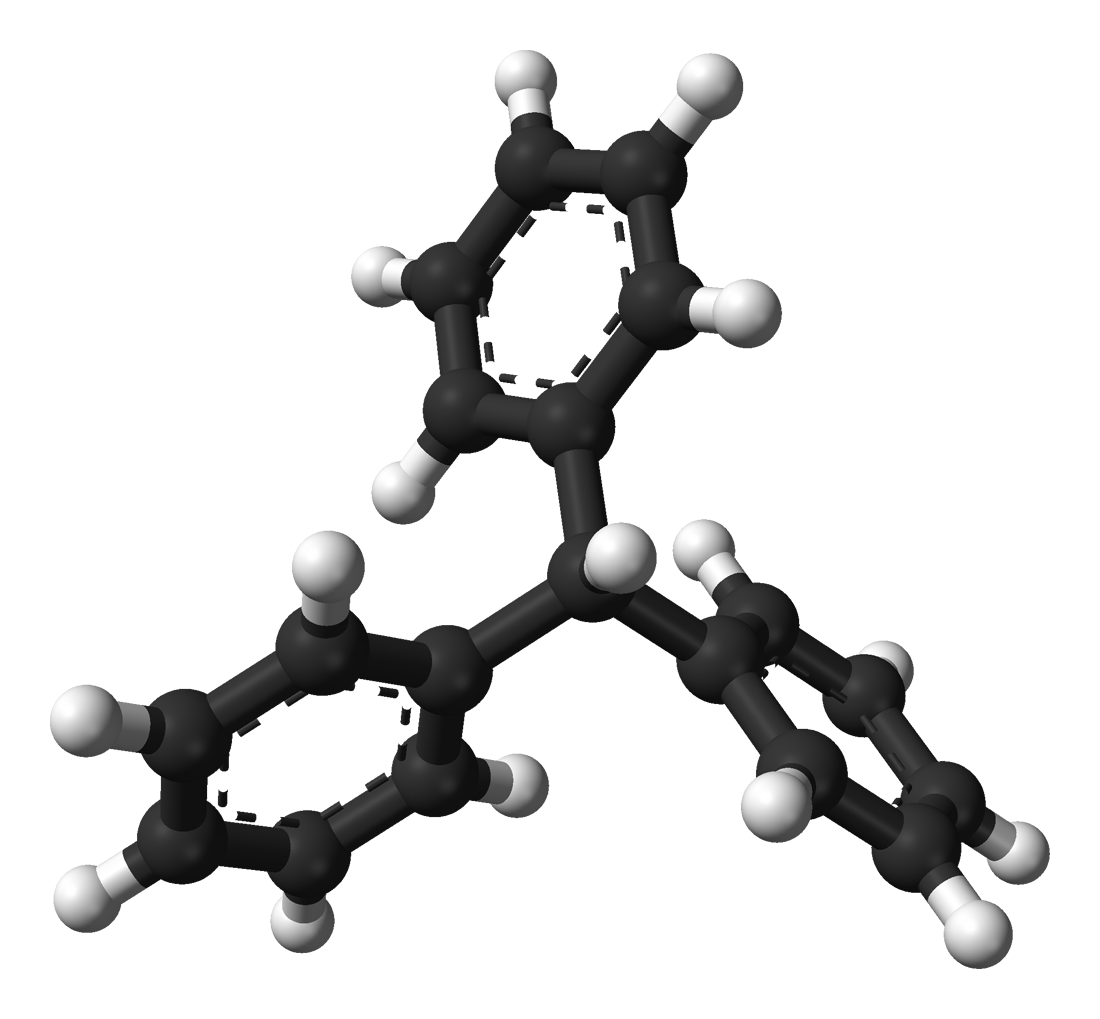
Geometrie von Triphenylmethan

Triphenylmethan lässt sich leicht zu Triphenylmethanol oxidieren. Außerdem wirkt Triphenylmethan als sehr schwache Säure, z. B. kann es mit starken Basen (oder mit Alkalimetallen unter Abspaltung von Wasserstoff) zum Triphenylmethanid-Anion reagieren, das ebenfalls mesomeriestabilisiert ist.

## Verwendung
Triphenylmethan bildet den Grundkörper für die Gruppe der Triphenylmethanfarbstoffe (z. B. Indikatoren, Textil- und Lebensmittelfarbstoffe). Zu diesen gehören u. a. Fuchsin, Kristallviolett, Phenolphthalein, Fluorescein, Eosin, Bromphenolblau usw.